# Cumbraos (Sobrado)
Cumbraos (llamada oficialmente San Xiao de Cumbraos) es una parroquia española del municipio de Sobrado, en la provincia de La Coruña, Galicia.

## Entidades de población
Entidades de población que forman parte de la parroquia (entre paréntesis el nombre oficial y en gallego si difiere del español):
- Acibreira (A Acivreira)
- Aldea do Muíño (A Aldea do Muíño)
- Armada (A Armada)
- Camareiro (O Camareiro)
- Carral
- Casa Camiño
- Cepo (O Cepo)
- Cimadevila
- Cruz del Castro (A Cruz do Castro)
- Fraga (A Fraga)
- Guisó
- Lago (O Lago)
- Las Cruces (As Cruces)
- Medoña (A Medoña)
- Outeiro (O Outeiro)
- Pereiro de Abajo (O Pereiro de Abaixo)
- Portocabado (O Portocavado)
- Portocal (A Portacal)
- Prevencidos
- Viladomonte (Vila do Monte)
- Vilamor
- Vilar (O Vilar)
- Vilar da Maceira (O Vilar da Maceira)

## Despoblados
- Eirije (Eirixe)
- Pereiro de Arriba (O Pereiro de Arriba)
- Torre (A Torre)

## Demografía
| Gráfica de evolución demográfica de Cumbraos entre 2000 y 2023 |
|                                                                |
| Datos según el nomenclátor publicado por el INE.               |